# Стивен Пруит
Стивен Пруит (енгл. Steven Pruitt; Сан Антонио, 1984) jeсте амерички википедиста који држи рекорд по највећем броју извршених измена на Википедији на енглескоме језику. Са више од три милиона измена и више од 35 хиљада креираних нових чланака, часопис Тајм га је уврстио као једног од 25 најважнијих људи који утичу на интернет. Он користи псеудоним Сер Аманито ди Николао који реферише на једну улогу из опере Ђани Скики који је створио чувени Ђакомо Пучини. Пруит се бори против системске пристрасности на Википедији, као и промовисање инклузије жена путем пројекта „Жене у црвеноме”.

## Детињство и образовање
Пруит је рођен 1984. године у Сан Антонију, у савезној држави Тексас. Он је једино дете Доналда (који је пореклом из Ричмонда, у Вирџинији) и Але, руско-јеврејске имигранткиње. Средњу школу „Сент Стивенс и Сент Агнес” (Александрија, Вирџинија) завршио је 2002. г. Четири године доцније дипломирао је историју уметности на Колеџу Вилијама и Мери.

## Каријера
Пруит је службеник у Републичком заводу за царине и заштиту граница у ком ради као оператер евиденција и информација.

## Уређивање на Википедији
Пруит је почео да уређује Википедију 2004. године. Његов први чланак био је о Питеру Франциску (познатијег као Вирџинијски Херкул), хероја револуције који је пореклом португалац и Пруитов „пра-пра-пра-пра-пра-пра-прадеда”. Свој тренутно налог је отворио 2006. године док је био апсолвент на колеџу. До фебруара 2019. г. Пруит је извршио више од три милиона измена на Википедији, више него било који други уредник на Википедији на енглескоме језику. Надмашио је уредника Џастина Кнапа који је од 2015. био први. Пруит верује да је прво уређивање на Википедији направио у јуну 2004. г. Његове измене на Википедији укључују и стварање чланака о женама (више од 600), у циљу сузбијања родних разлика на вебу.

### Интервјуи
Пруит је гостовао на Си-Би-Есовом јутарњем програму јанауара 2019. г. У интервјуу Пурит је описао како је његов први чланак био посвећен његовом претку Питеру Франциску. Описао је своју посвећеност у нади да ће постићи повећање покривености Википедије о истакнутим женама, што је једна од главних критика коју феминистикиње истичу.

## Приватан живот
Пруитова интересовања, која нису у вези с Википедијом, укључују учешће у Хору Капитол Хила. Он је певач и страствени љубитељ опере у којој је нашао инспирацију и за своје корисничко име.

## Успеси
- Тајм га је 2017. г. прогласио једном од 25 најутицајнијих људи на интернету (раме уз раме с актуелним председником САД Доналдом Трампом).